# Godzików
Godzików – część wsi Nasale w Polsce, położona w województwie opolskim, w powiecie kluczborskim, w gminie Byczyna.
W latach 1975–1998 Godzików administracyjnie należał do ówczesnego województwa opolskiego.